# Sporidesmium
Sporidesmium Link (sporidesmium) – rodzaj workowców. Jest bardzo liczny w gatunki. Niektóre z nich to grzyby naporostowe.

## Systematyka i nazewnictwo
Pozycja w klasyfikacji według Index Fungorum: Incertae sedis, Pleosporales, Pleosporomycetidae, Dothideomycetes, Pezizomycotina, Ascomycota, Fungi.
Synonimy nazwy naukowej: Podoconis Boedijn \.
Nazwa polska według W. Fałtynowicza.

## Niektóre gatunki
- Sporidesmium abortivum Matsush. 1995
- Sporidesmium abscissum Matsush. 1971
- Sporidesmium aburiense M.B. Ellis 1958
- Sporidesmium aceris Y.L. Guo 1989
- Sporidesmium acridiicola Speg. 1912
- Sporidesmium acutifusiforme Matsush. 1993
- Sporidesmium acutisporum M.B. Ellis 1958
- Sporidesmium agassizii B. Sutton 1973
- Sporidesmium bacidiicola Alstrup 1991 – sporidesmium kropnicowe
- Sporidesmium basiacutum Matsush. 1993

Nazwy naukowe na podstawie Index Fungorum. Nazwy polskie według W. Fałtynowicza.